# Eli Banana
Eli Banana Ribbon Society es la sociedad secreta más antigua de la Universidad de Virginia. 
Fundada en 1878 con la finalidad de promover las fraternidades para comprometerse más directamente en la vida universitaria, el objetivo de la sociedad era persuadir a sus miembros a liderar en la comunidad universitaria y “crear una asociación de espíritu agradable entre los estudiantes”. 
Aunque al principio tuvo éxito dominando diversas organizaciones estudiantiles, incluiendo la Jefferson Society, la Football Board y la social scene, la organización adquirió una tónica más relajada en los subsiguientes años y fue más famosa por sus desfiles “bacanales” de Pascua con las que se marcaban las elecciones de los nuevos miembros. El final del primer período de la sociedad quedó marcada por la censura que llevó a cabo el profesorado en 1894, cuando estos exigieron que los miembros rompieran sus vínculos con la organización por escrito y prometieran no volver a vincularse o, de lo contrario, perderían el derecho a sus diplomas. Aunque el grupo fue reconstituido más tarde haciendo un llamamiento directo al rectorado (Board of Visitors) éste nunca reclamó la vinculación que tenía con la vida de los universitarios; tal y como quiso, otras varias asociaciones estudiantiles, incluyendo T.I.L.K.A. y la Sociedad Zeta, más tarde denominada Z Society, tomó un rol más destacado en la vida de la Universidad.
Ha permanecido activa desde su reconstitución en 1897 y ha establecido la fundación homónima, la cual ha realizado donaciones para varias restauraciones y proyectos de nuevos edificios alrededor de la Universidad desde sus inicios en 2003.
William “Reddy” Echols, profesor de matemáticas de la universidad, y Armistead C. Gordon, Rector de la universidad y miembro del rectorado son algunos de los miembros distinguidos de esta sociedad.